# 3e législature du Québec
| 2e législature                             | 2e législature                             | 3e législature                             | 3e législature                             | 3e législature                             | 3e législature                             | 3e législature                             | 3e législature                             | 3e législature                             | 3e législature                             | 3e législature                             | 3e législature                             | 3e législature                             | 3e législature                             | 3e législature                             | 3e législature                             | 3e législature                             | 3e législature                             | 3e législature                             | 3e législature                             | 3e législature                             | 3e législature                             | 3e législature                  | 4e législature                  | 4e législature                  | 4e législature                  | 4e législature                  | 4e législature                  | 4e législature | 4e législature | 4e législature | 4e législature | 4e législature | 4e législature | 4e législature | 4e législature | 4e législature | 4e législature |
| Gouvernement Boucher de Boucherville (1er) | Gouvernement Boucher de Boucherville (1er) | Gouvernement Boucher de Boucherville (1er) | Gouvernement Boucher de Boucherville (1er) | Gouvernement Boucher de Boucherville (1er) | Gouvernement Boucher de Boucherville (1er) | Gouvernement Boucher de Boucherville (1er) | Gouvernement Boucher de Boucherville (1er) | Gouvernement Boucher de Boucherville (1er) | Gouvernement Boucher de Boucherville (1er) | Gouvernement Boucher de Boucherville (1er) | Gouvernement Boucher de Boucherville (1er) | Gouvernement Boucher de Boucherville (1er) | Gouvernement Boucher de Boucherville (1er) | Gouvernement Boucher de Boucherville (1er) | Gouvernement Boucher de Boucherville (1er) | Gouvernement Boucher de Boucherville (1er) | Gouvernement Boucher de Boucherville (1er) | Gouvernement Boucher de Boucherville (1er) | Gouvernement Boucher de Boucherville (1er) | Gouvernement Boucher de Boucherville (1er) | Gouvernement Boucher de Boucherville (1er) | Gouvernement Joly de Lotbinière | Gouvernement Joly de Lotbinière | Gouvernement Joly de Lotbinière | Gouvernement Joly de Lotbinière | Gouvernement Joly de Lotbinière | Gouvernement Joly de Lotbinière |                |                |                |                |                |                |                |                |                |                |
| 1875                                       | 1875                                       | 1875                                       | 1875                                       | 1876                                       | 1876                                       | 1876                                       | 1876                                       | 1876                                       | 1876                                       | 1876                                       | 1876                                       | 1877                                       | 1877                                       | 1877                                       | 1877                                       | 1877                                       | 1877                                       | 1877                                       | 1877                                       | 1878                                       | 1878                                       | 1878                            | 1878                            | 1878                            | 1878                            | 1878                            | 1878                            |                |                |                |                |                |                |                |                |                |                |

La 3e législature du Québec est élue lors des élections générales québécoises de 1875 tenue le 7 juillet 1875. La législature dure jusqu'au 22 mars 1878 au moment de la dissolution de l'Assemblée nationale afin de tenir les quatrièmes élections générales. Cette législature voit se succéder le premier gouvernement Boucher de Boucherville (1874-1878) et le gouvernement Joly de Lotbinière (1878-1879).

## Sessions
On compte quatre sessions à l'intérieur de la 3e législature :
- 1re session : 4 novembre 1875 au 24 décembre 1875
- 2e session : 10 novembre 1876 au 28 décembre 1876
- 3e session : 19 décembre 1877 au 9 mars 1878

## Discours du budget
Trois discours  :
- 6 décembre 1875
- 1er décembre 1876
- 31 janvier 1878 (anglais)

## Statistiques et faits saillants
- Députés en fonction qui se représentaient à cette élection : 54 sur 65 (83 %)
- Nombre de ceux-ci qui furent réélus : 46 sur 54 (85 %)
- Autres députés avec expérience parlementaire : 2
- Nombre de nouveaux députés (pourcentage de renouvellement de l'Assemblée) : 19 sur 65 (29 %)
- Députés élus sans opposition: 18
- Députés qui ne terminèrent pas leur mandat : 9 (six députés ont démissionné et trois élections ont été annulées)
- Députés qui firent partie du Cabinet : 10
- Plus jeune député : Raymond Préfontaine, 24 ans
- Plus vieux député : Sydney Robert Bellingham, 66 ans
- Âge moyen : 44 ans
- Le nombre de séances (en jours) pour les trois sessions : 115 jours[4].
- Les orateurs[5] de l'Assemblée législative pendant la législature sont :
  - Pierre Fortin, député de Gaspé.
  - Louis Beaubien, député d'Hochelaga.
- Les orateurs[6] du Conseil législatif pendant la législature sont :
  - Félix-Hyacinthe Lemaire
  - John Jones Ross
  - Henry Starnes
- Le greffier[7] de l'Assemblée législative est :
  - George Muir.

## Liste des députés
- Les noms gras indiquent que la personne a été membre du conseil des ministres durant la législature.
- Les noms en italique indiquent les personnes qui ont été chefs d'un parti politique durant la législature.

|  | Nom                                             | Parti                    | District électoral  |
|  | ----------------------------------------------- | ------------------------ | ------------------- |
|  | Sydney Robert Bellingham                        | Conservateur             | Argenteuil          |
|  | Pierre-Samuel Gendron (jusqu'en 1876)           | Conservateur             | Bagot               |
|  | Flavien Dupont (à partir de 1876)               | Conservateur             | Bagot               |
|  | François-Xavier Dulac                           | Conservateur             | Beauce              |
|  | Élie-Hercule Bisson                             | Libéral                  | Beauharnois         |
|  | Pierre Fradet                                   | Conservateur             | Bellechasse         |
|  | Louis Sylvestre                                 | Libéral                  | Berthier            |
|  | Pierre-Clovis Beauchesne (jusqu'en 1876)        | Conservateur             | Bonaventure         |
|  | Joseph-Israël Tarte (à partir de 1877)          | Conservateur             | Bonaventure         |
|  | William Warren Lynch                            | Conservateur             | Brome               |
|  | Raymond Préfontaine                             | Libéral                  | Chambly             |
|  | Dominique-Napoléon Saint-Cyr                    | Conservateur             | Champlain           |
|  | Onésime Gauthier                                | Conservateur             | Charlevoix          |
|  | Édouard Laberge                                 | Libéral                  | Châteauguay         |
|  | William Evan Price                              | Conservateur             | Chicoutimi-Saguenay |
|  | William Sawyer                                  | Conservateur             | Compton             |
|  | Gédéon Ouimet (jusqu'en 1876)                   | Conservateur             | Deux-Montagnes      |
|  | Charles Champagne (à partir de 1876)            | Conservateur             | Deux-Montagnes      |
|  | Louis-Napoléon Larochelle                       | Conservateur             | Dorchester          |
|  | William John Watts                              | Conservateur indépendant | Drummond-Arthabaska |
|  | Pierre Fortin                                   | Conservateur             | Gaspé               |
|  | Louis Beaubien                                  | Conservateur             | Hochelaga           |
|  | Alexander Cameron                               | Libéral                  | Huntingdon          |
|  | Louis Molleur                                   | Libéral                  | Iberville           |
|  | Narcisse Lecavalier                             | Conservateur             | Jacques-Cartier     |
|  | Vincent-Paul Lavallée                           | Conservateur             | Joliette            |
|  | Charles-François Roy (jusqu'en 1877)            | Conservateur             | Kamouraska          |
|  | Joseph Dumont (à partir de 1877)                | Libéral                  | Kamouraska          |
|  | Léon-Benoît-Alfred Charlebois                   | Conservateur             | La Prairie          |
|  | Onuphe Peltier                                  | Conservateur             | L'Assomption        |
|  | Louis-Onésime Loranger                          | Conservateur             | Laval               |
|  | Étienne-Théodore Pâquet                         | Libéral                  | Lévis               |
|  | Pamphile-Gaspard Verreault                      | Conservateur             | L'Islet             |
|  | Henri-Gustave Joly de Lotbinière                | Libéral                  | Lotbinière          |
|  | Moïse Houde                                     | Conservateur             | Maskinongé          |
|  | George Irvine (jusqu'en 1876)                   | Libéral                  | Mégantic            |
|  | Andrew Kennedy (à partir de 1876)               | Conservateur             | Mégantic            |
|  | George Barnard Baker                            | Conservateur             | Missisquoi          |
|  | Louis-Gustave Martin                            | Conservateur             | Montcalm            |
|  | Auguste-Charles-Philippe Landry (jusqu'en 1876) | Conservateur             | Montmagny           |
|  | Louis-Napoléon Fortin (à partir de 1876)        | Libéral                  | Montmagny           |
|  | Auguste-Réal Angers                             | Conservateur             | Montmorency         |
|  | Alexander Walker Ogilvie                        | Conservateur             | Montréal-Centre     |
|  | Louis-Olivier Taillon                           | Conservateur             | Montréal-Est        |
|  | John Wait McGauvran                             | Conservateur             | Montréal-Ouest      |
|  | Laurent-David Lafontaine                        | Libéral                  | Napierville         |
|  | François-Xavier Méthot (fils) (jusqu'en 1876)   | Conservateur             | Nicolet             |
|  | Charles-Édouard Houde (à partir de 1876)        | Conservateur             | Nicolet             |
|  | Louis Duhamel                                   | Conservateur             | Ottawa              |
|  | Levi Ruggles Church                             | Conservateur             | Pontiac             |
|  | Praxède Larue                                   | Conservateur             | Portneuf            |
|  | Pierre Garneau                                  | Conservateur             | Québec              |
|  | Rémi-Ferdinand Rinfret                          | Libéral                  | Québec-Centre       |
|  | Joseph Shehyn                                   | Libéral                  | Québec-Est          |
|  | John Hearn (jusqu'en 1877)                      | Conservateur             | Québec-Ouest        |
|  | Richard Alleyn (à partir de 1877)               | Conservateur             | Québec-Ouest        |
|  | Michel Mathieu                                  | Conservateur             | Richelieu           |
|  | Jacques Picard                                  | Conservateur             | Richmond-Wolfe      |
|  | Alexandre Chauveau                              | Conservateur indépendant | Rimouski            |
|  | Victor Robert                                   | Libéral                  | Rouville            |
|  | Pierre Bachand                                  | Libéral                  | Saint-Hyacinthe     |
|  | Félix-Gabriel Marchand                          | Libéral                  | Saint-Jean          |
|  | Élie Lacerte                                    | Conservateur             | Saint-Maurice       |
|  | Maurice Laframboise                             | Libéral                  | Shefford            |
|  | Joseph Gibb Robertson                           | Conservateur             | Sherbrooke          |
|  | Georges-Raoul Saveuse de Beaujeu                | Conservateur indépendant | Soulanges           |
|  | John Thornton                                   | Conservateur             | Stanstead           |
|  | Georges-Honoré Deschênes                        | Libéral                  | Témiscouata         |
|  | Joseph-Adolphe Chapleau                         | Conservateur             | Terrebonne          |
|  | Henri-Gédéon Malhiot (jusqu'en 1876)            | Conservateur             | Trois-Rivières      |
|  | Arthur Turcotte (à partir de 1876)              | Conservateur indépendant | Trois-Rivières      |
|  | Émery Lalonde (père)                            | Conservateur             | Vaudreuil           |
|  | Joseph Daigle                                   | Libéral                  | Verchères           |
|  | Jonathan Saxton Campbell Würtele                | Libéral                  | Yamaska             |

## Liste des conseillers législatifs
Le tableau ci-dessous montre les personnes qui ont siégé comme conseillers législatifs durant la 3e législature. Les conseillers législatifs étant nommés à vie, la dissolution de la législature n'a pas mis fin à leur mandat.
- Les caractères gras indiquent que la personne a été membre du conseil des ministres durant la législature.

|  | Nom                                            | Parti        | Collège électoral |
|  | ---------------------------------------------- | ------------ | ----------------- |
|  | Jean-Louis Beaudry                             | Conservateur | Alma              |
|  | Thomas Wood                                    | Conservateur | Bedford           |
|  | Joseph-Octave Beaubien (jusqu'en 1877)         | Conservateur | De la Durantaye   |
|  | Pierre-Eustache Dostaler                       | Conservateur | De Lanaudière     |
|  | Jean-Baptiste-Georges Proulx                   | Libéral      | De la Vallière    |
|  | Charles-Séraphin Rodier (jusqu'en 1876)        | Conservateur | De Lorimier       |
|  | Joseph-Gaspard Laviolette (à partir de 1876)   | Conservateur | De Lorimier       |
|  | Henry Starnes                                  | Conservateur | De Salaberry      |
|  | Thomas Savage                                  | Conservateur | Golfe             |
|  | Élisée Dionne                                  | Conservateur | Grandville        |
|  | George Bryson                                  | Conservateur | Inkerman          |
|  | Louis Richard (jusqu'en 1876)                  | Conservateur | Kennebec          |
|  | Joseph Gaudet (à partir de 1877)               | Conservateur | Kennebec          |
|  | Louis Panet                                    | Conservateur | La Salle          |
|  | Alexandre-René Chaussegros de Léry             | Conservateur | Lauzon            |
|  | Jean-Élie Gingras                              | Conservateur | Les Laurentides   |
|  | Félix-Hyacinthe Lemaire                        | Conservateur | Mille-Isles       |
|  | Charles-Eugène Boucher de Boucherville         | Conservateur | Montarville       |
|  | Louis Archambeault                             | Conservateur | Repentigny        |
|  | Eustache Prud'homme                            | Conservateur | Rigaud            |
|  | John Fraser de Berry                           | Conservateur | Rougemont         |
|  | Pierre Boucher de la Bruère (à partir de 1877) | Conservateur | Rougemont         |
|  | John Jones Ross                                | Conservateur | Shawinigan        |
|  | Pierre-Euclide Roy                             | Conservateur | Sorel             |
|  | John Sharples (père) (jusqu'en 1876)           | Conservateur | Stadacona         |
|  | John Hearn (à partir de 1877)                  | Conservateur | Stadacona         |
|  | James Ferrier                                  | Conservateur | Victoria          |
|  | William Hoste Webb (à partir de 1875)          | Conservateur | Wellington        |

## Sources
- Section historique du site de l'Assemblée nationale du Québec
- Jacques Lacoursière, Histoire populaire du Québec, t. 3, Sillery (Québec), éditions du Septentrion, 1996
- Gaston Deschêne et Maurice Pellerin, Le Parlement du Québec, deux siècles d'histoire, Québec (Québec), Les Publications du Québec, 1991.